# Гингер, Цалель Гершевич
Ца́лель Ге́ршевич Ги́нгер (также Цалек Гершевич и Цалель Григорьевич) — русский и румынский инженер-архитектор.

## Биография
Родился в семье подданных Австро-Венгерской империи. Его отец, купец Яков-Герш Гингер (1829—1884), в 1860-х годах занимался торговой деятельностью в Яссах и скоропостижно скончался 1 апреля 1884 года в Кишинёве; мать — Рахиль (Рухл) Гингер (1839 — 23 мая 1899, Яссы). В семье росло шестеро сыновей и две дочери.
Изучал архитектуру в Вене. После окончания учёбы вновь жил в Кишинёве, где в 1890 году женился и в 1899 году поселился с женой и двумя дочерьми в выстроенном по его проекту особняке по улице Подольской, 54 (ныне улица Букурешть, 60). Этот дом был выкуплен архитектором в 1897 году и перестроен по собственному проекту в 1899 году; в 1904 году особняк приобрёл купец И. Зонис, затем до национализации в 1940 году он принадлежал семье Шапиро-Розенфельд (на фронтоне сохранился вензель «Ц. Г.» и дата «1899»).
Автор проектов жилых и рабочих зданий в эклектическом и академическом стиле, позже в стиле ар-деко. Внёс существенный вклад в исторический облик Кишинёва. В 1892 году по его проекту была осуществлена перестройка главного корпуса здания кишинёвской Еврейской больницы, а также выстроен корпус для заразных больных при этой больнице (открыт в 1898 году). В 1894 году по плану Ц. Г. Гингера (инженеры Маркевич и Коган) при Костюженской психиатрической больнице под Кишинёвом был построен павильон для хронических больных. В 1898 году в Якимовском переулке (ныне улица Хабад-Любавич) было построено здание еврейского молитвенного дома стекольщиков (ныне — любавическая синагога города, входит в реестр памятников архитектуры Кишинёва). Автор проектов частных жилых домов на улице Митрополита Петру Мовилэ, № 1, улице Алексея Матеевича, № 50, улице Николае Йорга, № 1 и других.
Был членом бессарабского отделения Императорского Русского технического общества с 1893 года, директором правления Кишинёвского городского кредитного общества, агентом страховой фирмы «Россия». Последние проекты в Кишинёве относятся к 1930 году. Жил на улице Синадиновской, дом № 46.

## Проекты
- Проект перестройки корпуса здания кишинёвской Еврейской больницы и проект строительства корпуса для заразных больных при той же больнице (ныне 4-я Городская больница, 1892).
- Павильон для хронических больных при Костюженской психиатрической больнице (село Костюжены Кишинёвского уезда, 1894)[17].
- Синагога стекольщиков в Якимовском переулке (1896—1898)[18].
- Особняк по улице Подольской, № 54 (первоначально дом семьи Шапиро-Розенфельд, затем архитектора Ц. Г. Гингера, 1897—1899)[19]

## Семья
- Жена (с 1890 года) — Яхед-Гита Исааковна Гринфельд (1868—?)[20], дочь купца первой гильдии; дочери Вира (1896) и Розалия (1897)[21] — выпускница естественного отделения московских Высших женских курсов (1917)[22].
- Племянник — поэт Александр Самсонович Гингер[23].

Братья:
- Сергей Григорьевич Гингер (1870—1937), архитектор.
- Самсон Григорьевич (Шимшон Гершевич) Гингер (1863 — после 1933)[25], врач-патологоанатом, с 1890 года жил в Петербурге[26], в 1902 году защитил в Императорской военно-медицинской академии диссертацию доктора медицины по теме «Об экспериментальной бугорчатке печени» (в том же году опубликована отдельной книгой в типографии «В. С. Балашев и Ко»), работал в патолого-анатомическом отделении Института экспериментальной медицины; арестовывался в 1919 году. Его жена — Мария Михайловна Гингер (урождённая Блюменфельд), внучка кишинёвского казённого раввина — эмигрировала во Францию, погибла в Освенциме в 1942 году.
- Теодор Григорьевич (Танхум Гершевич) Гингер (позже также Фёдор Григорьевич, 1867—1908)[27][28], выпускник Одесского коммерческого училища и отделения коммерции Рижского политехникума (1888—1891), экономист, кандидат коммерции, работал в Русском для внешней торговли банке. Автор книги «Опыт теории ценности и денежного обращения» (кандидат коммерческих наук Фёдор Гингер, СПб: Типо-литография А. Э. Винеке, 1903. — 75 с.), член-соревнователь Санкт-Петербургского вегетарианского общества (1905).
- Михаил Григорьевич Гингер, купец, директор Петербургско-Московского коммерческого банка, управляющий Гродненского общества водоснабжения и администратор по делам акционерного общества «Г. И. Паллизен».

## Галерея
- Фотографии семьи Гингер